# Oreczka krótkogłowa
Oreczka krótkogłowa, delfin krótkogłowy (Orcaella brevirostris) – gatunek ssaka z rodziny delfinowatych (Delphinidae), osiągającego długości do 2 m.

## Występowanie
Występuje w przybrzeżnych wodach Azji Południowo-Wschodniej i Oceanii. W poszukiwaniu pokarmu jest w stanie wpływać w górę rzek nawet do 1000 km od ujścia.

## Opis

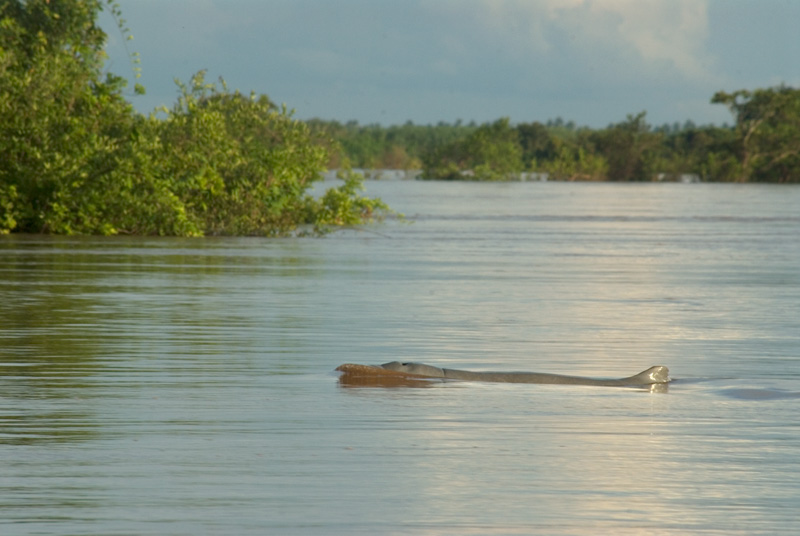
Uchwycony moment wynurzenia

Głowa tępo ścięta z przodu, ciało koloru szarego, spodem jaśniejszy. Żyje w małych stadach liczących zwykle kilku, rzadziej kilkunastu osobników. Odżywia się rybami, głowonogami i skorupiakami.

## Status i ochrona
W Czerwonej księdze gatunków zagrożonych Międzynarodowej Unii Ochrony Przyrody i Jej Zasobów gatunek ten został zaliczony do kategorii EN (zagrożone wyginięciem). Ponadto IUCN wyróżnia subpopulacje:
- Orcaella brevirostris (subpopulacja z rzeki Irawadi) – kategoria CR (krytycznie zagrożony wyginięciem)[6]
- Orcaella brevirostris (subpopulacja z rzeki Mahakam) – kategoria CR (krytycznie zagrożony wyginięciem)[7]
- Orcaella brevirostris (subpopulacja z cieśniny Malampaya) – kategoria CR (krytycznie zagrożony wyginięciem)[8]
- Orcaella brevirostris (subpopulacja z rzeki Mekong) – kategoria CR (krytycznie zagrożony wyginięciem)[9]
- Orcaella brevirostris (subpopulacja z jeziora Songkhla) – kategoria CR (krytycznie zagrożony wyginięciem)[10]